# Гашня
Гашня е река в Южна България – Област Пазарджик, община Батак и област Смолян, община Девин, ляв приток на река Въча (влива се в язовир „Цанков камък“). Дължината ѝ е 20 км, като отводнява източните части на Баташка планина в Западните Родопи.
Река Гашня извира от югоизточното подножие на връх Баташки Снежник (2082 м) в Баташка планина на Западните Родопи на 2018 м н.в. Тече в посока изток-югоизток в дълбока гориста долина. Влива се в язовир „Цанков камък“, малко преди стената на язовира на 689 м н.в. (кота преливник).
Площта на водосборния басейн на реката е 54 км2, което представлява 3,3% от водосборния басейн на Въча.
Основни притоци: → ляв приток, ← десен приток
- → Суватдере
- → Мандрадере
- ← Крива река (най-голям приток)
- ← Стаков дол
- ← Аванлийска река

Реката е с дъждовно-снежно подхранване, като максимумът е в периода април-май, а минимумът – октомври.
По долината на реката няма населени места.
Част от водите на реката от горното ѝ течение са включени в Баташки водносилов път.

## Топографска карта
- Лист от карта K-35-73. Мащаб: 1 : 100 000.